# Arnebia
Arnebia es un género de la familia Boraginaceae que incluye unas 25 especies naturales de Europa, Asia y África.

## Descripción
Son hierbas anuales o perennes con partes híspidas. Hojas simples, alternas. Inflorescencia terminal en cimas, bracteadas.  Corola, de color blanco, amarillo o tonalidades de azul; lóbulos imbricados, garganta glabra. Los frutos son núculas, diversamente adornados.

## Taxonomía
El género fue descrito por  Peter Forsskål y publicado en Flora Aegyptiaco-Arabica 62. 1775.
Etimología
Arnebia: nombre genérico que deriva del nombre árabe shajaret el arneb.

## Especies
- Arnebia cana (Tzvelev) Czerep.
- Arnebia coerulea Schipcz.
- Arnebia decumbens (Vent.) Cosson & Kralik
- Arnebia densiflora Ledeb.
- Arnebia euchroma (Royle) I.M.Johnst.
- Arnebia fimbriata Maximowicz
- Arnebia guttata Bunge
- Arnebia hispidissima (Sprengel) DC.
- Arnebia linearifolia A. DC.
- Arnebia macrocalyx (Cosson & Kralik) Boulos
- Arnebia minima Wettst.
- Arnebia obovata Bunge
- Arnebia paucisetosa A.Li
- Arnebia szechenyi Kanitz
- Arnebia tibetana Kurz
- Arnebia tinctoria Forsskål
- Arnebia transcaspica Popov
- Arnebia tschimganica(B. Fedtschenko) G.L. Chu
- Arnebia tubata (Bertol.) Sam.
- Arnebia ugamensis (Popov) Riedl